# 1968 en aéronautique
Chronologie de l'aéronautique
- 1964
- 1965
- 1966
- 1967
- 1968
- 1969
- 1970
- 1971
- 1972

Cet article présente les faits marquants de l'année 1968 en aéronautique.

## Événements
- 12 janvier : Première victoire aérienne d'un hélicoptère lorsque l'équipage d'un UH-1D d'Air America abat deux Antonov An-2 de la Force aérienne populaire vietnamienne au Laos[1].
- 21 janvier : Lors de l'accident de Thulé, un bombardier stratégique Boeing B-52 Stratofortress transportant quatre armes nucléaires s'écrase sur la banquise lors de son atterrissage sur la base aérienne de Thulé au Groenland. Trois bombes furent pulvérisée tandis que la quatrième ne fut jamais retrouvée.
- 17 mars : première utilisation opérationnelle du General Dynamics F-111 au Viet Nam.
- 28 mars : décès de Youri Gagarine au cours d'un crash aérien sur un Mikoyan-Gourevitch MiG-15.
- 30 juin : premier vol de l'avion de transport militaire américain Lockheed C-5 Galaxy.
- 8 septembre : premier vol de l'avion de combat franco-anglais SEPECAT Jaguar.
- 30 septembre : présentation à la presse du premier Boeing 747 sorti des lignes d'assemblage.
- 11 - 22 octobre : la mission Apollo 7 est la première mission habitée du programme, elle emporte les astronautes Walter M. Schirra, Donn Eisele et Walter Cunningham.
- 26 - 30 octobre : déroulement de la mission soviétique Soyouz 3 qui emporte le cosmonaute Georgi Beregovoi.
- 4 novembre : premier vol de l'avion d'entraînement tchécoslovaque Aero L-39 Albatros.
- 5 novembre : premier vol de l'avion de reconnaissance électroniques soviétique Iliouchine Il-20.
- 21 - 27 décembre : la mission Apollo 8 avec à son bord les astronautes Frank Borman, Jim Lovell et William A. Anders, est la première mission habitée à effectuer le tour de la Lune.
- 31 décembre : premier vol de l'avion de ligne supersonique russe Tupolev Tu-144.